# Ancylistes
Ancylistes là một chi bọ cánh cứng thuộc họ Xén tóc, gồm có các loài sau đây:
phân chi Ancylistes
- Ancylistes bellus Gahan, 1890
- Ancylistes biacutoides Breuning, 1970
- Ancylistes biacutus Breuning, 1957
- Ancylistes bicuspis (Chevrolat, 1857)
- Ancylistes bicuspoides Breuning, 1970
- Ancylistes distinctus Fairmaire, 1901
- Ancylistes gibbicollis Fairmaire, 1897
- Ancylistes impunctatus Fairmaire, 1897
- Ancylistes parabiacutoides Breuning, 1971
- Ancylistes parabiacutus Breuning, 1970
- Ancylistes subtransversus Breuning, 1957
- Ancylistes transversoides Breuning, 1970
- Ancylistes transversus Fairmaire, 1905

phân chi Lactancylistes
- Ancylistes lacteomaculatus Breuning, 1957
- Ancylistes lacteopictus Fairmaire, 1897
- Ancylistes lacteovittatus Breuning, 1957

phân chi Obscurancylistes
- Ancylistes obscuricollis (Fairmaire, 1902)